# Carcinoma adenosquamoso
Per  carcinoma adenosquamoso  in campo medico, si intende una neoplasia maligna a carattere invasivo che colpisce i bronchi, essa è caratterizzata da un misto di due forme il carcinoma polmonare a cellule squamose e l'adenocarcinoma.

## Epidemiologia
Di diffusione rara costituisce a seconda degli studi condotti dal 0,6 al 2,5% delle forme dei carcinoma del polmone.

## Classificazione TNM
Fra le varie quella più diffusa l'acronimo TNM indicano le 3 forme per cui vengono poi raggruppate "Tumore primitivo, linfonodi (node) e metastasi a distanza":
| Tumore primitivo | Linfonodi regionali       | Metastasi a distanza                |
| --- | ------------------------- | ----------------------------------- |
| TX, non determinato | NX, non determinabili     | MX, non determinabili               |
| T0, non si evidenzia | N0, non interessata       | M0, assenza a distanza              |
| Tis, carcinoma in situ                                                                                                  | *                         | *                                   |
| T1, si mostra massa < 3 cm                                                                                              | N1, presenza di metastasi | M1, presenza delle forme a distanza |
| T2, diametro > 3 cm / interessamento pleura viscerale / con atelettasia - polmonite ostruttiva relativa a regione ilare | *                         |                                     |
| T3, (con atelettasia - polmonite ostruttiva relativa ad intero polmone)                                                 | *                         |                                     |
| T4, interessamento altre strutture (esofago, cuore, ecc) o con versamento pleurico                                      | *                         |                                     |

## Prognosi
La prognosi risulta peggiore rispetto alle forme pure dalle quali deriva.

## Terapia
Chemioterapia e radioterapia.